# Željezov(II) hidroksid
Željezov(II) hidroksid (Fe(OH)2) koji sadrži različit udjel vode i zapravo je željezni oksidhidrat (Fe2O3 x H2O). Njegova su dva prirodna kristalna oblika minerali getit (α-FeOOH) i lepidokrokit (γ-FeOOH).

## Svojstva
Ispada kao bijeli do svijetlozeleni talog kad se otopini soli dvovalentnog željeza u odsutnosti kisika doda lužina. Na zraku lako prelazi u sivi ili smeđecrveni željezov(III) hidroksid (Fe(OH)3).
Željezov(II) hidroksid nastaje kao bijeli talog ako se vodenoj otopini Fe2+ iona doda lužine:
Fe2+ + 2OH-  --> Fe(OH)2
Bijeli talog se dobiva samo ako se taloženje provodi bez prisustva kisika. Uz prisustvo kisika ispada zelenkasti talog koji ubrzo posmeđi jer nastaje hidratizirani željezov(III) oksid.
Hidroksid željezovog(II) iona /Fe2+/ (OH-):
1.
S jakom lužinom (NaOH) taloži zelenkastomodri talog, koji brzo potamni zbog oksidacije u sivu boju:
Fe2+ + 2 OH- <--> Fe(OH)2
2 Fe(OH)2 + ½ O2 + H2O <--> 2 Fe(OH)3
Dodatkom H2O2 ili zagrijavanjem u vodenoj kupelji reakcija je mnogo brža:
2 Fe(OH)2 + H2O2 <--> 2 Fe(OH)3
2.
Sa slabom lužinom (otopina amonijaka) taloži zelenomodri talog:
Fe2+ + 2 OH- <--> Fe(OH)2
Ako su aminijakalnoj otopini prisutne njene soli, tada neće doći do taloženja jer se smanjuje koncentracija hidroksid iona.